# Énekes Imre
Énekes Imre (Eger, 1861. szeptember 24. – Eger, 1886. január 6.) középiskolai tanár.

## Élete
Egerben járta a gimnáziumot, azután Budapesten az egyetemen bölcsészhallgató lett; Gyulai Pálnak és Greguss Ágostnak kedvelt embere volt. 1883 tavaszán középiskolai tanári oklevelet szerzett és az egyik fővárosi polgári iskolában kapott állást, ahol már betegen végezte teendőit. 1885 őszén hazament Egerbe. Itt halt meg 1886. január 6-án, huszonöt évesen.

## Munkái
Az irodalmi téren figyelemre méltó munkásságot fejtett ki. A nyelvészet és különösen az irodalomtörténet és az esztétika voltak tárgyai. Ilyen témájú cikkei és versei megjelentek a Magyar Nyelvőrben a Figyelőben, a Harmoniában, a Pesti Hirlapban, a Budapesti Hirlapban és az Egerben.
Kéziratban maradt: A messinai hölgy c. dalmű szövege.